# Sudovië

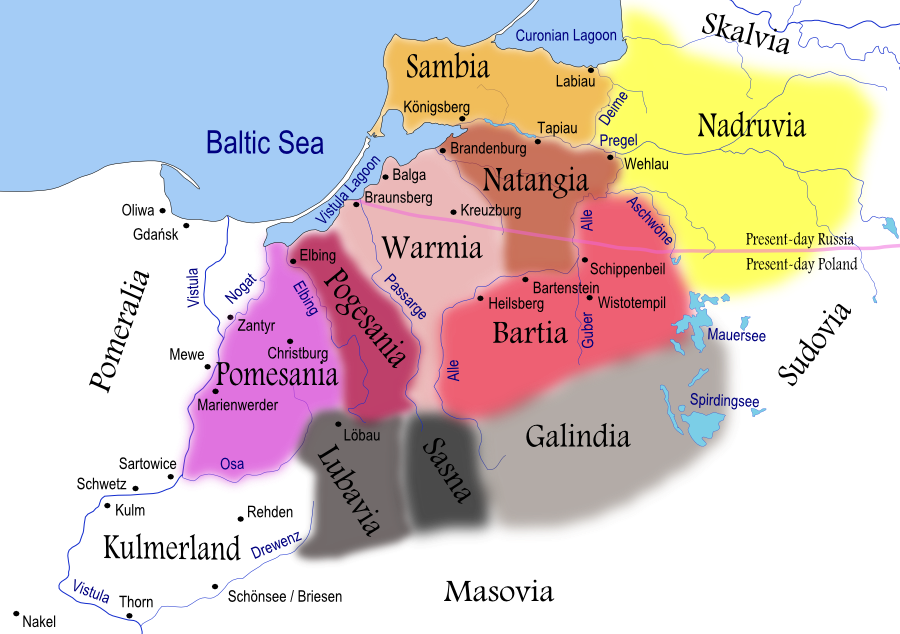
De Oud-Pruisische stammen in de 13e eeuw; Sudovië ligt oostelijk

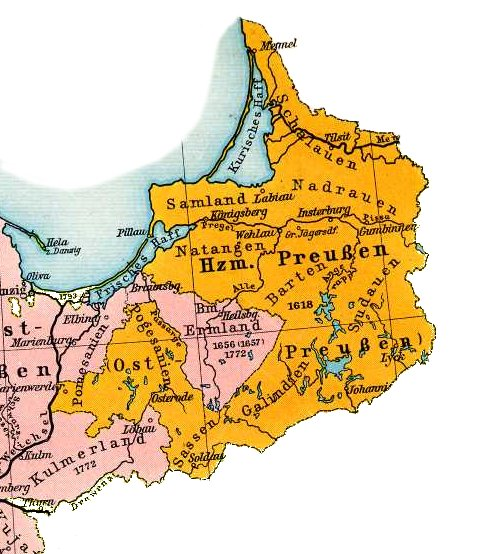
Pruisisch Sudauen op een 17de-eeuwse kaart

Sudovië of Sudauen (Latijn: Sudovia, Litouws: Sūduva) is een historische landstreek in het Pools-Litouwse grensgebied. Het gebied is genoemd naar de Baltische stam der Sudoviërs (ook: Jatvingiërs), die het tot 1283 beheerste. Sudovië wordt in het oosten en noorden begrensd door de rivier de Memel.
Voor het Litouwse gedeelte van Sudovië is ook de aanduiding Suvalkija in gebruik, een naam met een veel minder lange geschiedenis. Dit gebied is een van de vier samenstellende delen van Litouwen (naast Samogitië, Opper-Litouwen en Midden-Litouwen). Marijampolė is hier de voornaamste stad. 
Het gebied van de Sudoviërs was in de 14de eeuw een twistappel tussen de Duitse Orde en het grootvorstendom Litouwen. Het kwam in 1422 grotendeels aan Litouwen, dat samen met Polen in 1795 de derde Poolse Deling onderging. Sudovië kwam in dat jaar aan Pruisen en werd bestanddeel van Nieuw-Oost-Pruisen. In 1807 verloor Pruisen Sudovië bij de Vrede van Tilsit aan het nieuwe Hertogdom Warschau, maar deze Franse vazalstaat kwam in 1815 aan het Russische Rijk: Sudovië werd de noordoosthoek van Congres-Polen. Hier werd in 1867 het gouvernement Suwałki ingericht, waaraan Sudovië zijn alternatieve naam Suvalkija te danken heeft. De hoofdstad was de stad Suwałki, nog steeds de grootste stad op historisch Sudovisch grondgebied.
Nadat in 1918 zowel Polen als Litouwen zich hadden losgemaakt van het Russische Rijk, werd Sudovië een twistappel tussen beide landen. Het Verdrag van Suwałki van 8 oktober 1920 regelde uiteindelijk de onderlinge grens, die de door de Franse generaal Ferdinand Foch voorgestelde demarcatielijn volgde en sindsdien is blijven gelden (het Pools-Litouwse conflict spitste zich vervolgens toe op het Vilniusgebied). De Fochlijn scheidde Sudovië in een noordelijk Litouws en een zuidelijk Pools deel. Dit laatste gedeelte staat bekend onder de naam Suwałkigebied (Pools: Suwalszczyzna, Litouws: Suvalkų kraštas). Het overgrote deel van de Litouwse minderheid in Polen woont in deze streek (de meeste Polen in Litouwen wonen daarentegen buiten Sudovië).
Van 1941 tot 1944, tijdens de bezetting van het Suwałkigebied door nazi-Duitsland, had de stad Suwałki de naam Sudauen.